# 4903 Ichikawa
4903 Ichikawa је астероид главног астероидног појаса са средњом удаљеношћу од Сунца која износи 3,151 астрономских јединица (АЈ).
Апсолутна магнитуда астероида је 12,1 а геометријски албедо 0,103.